# Hîrbovăț, Anenii Noi
Hîrbovăț este un sat din raionul Anenii Noi, situat în regiunea de centru a Republicii Moldova, la o distanță de 15 km de orașul Anenii Noi, reședință de raion, și la 50 km distanță de capitala Republicii Moldova, municipiul Chișinău. Satul se învecinează la Nord-Vest cu satul Bulboaca, la Nord cu satul Calfa, la Sud cu satul Proteagailovca și satul Fîrlădeni, la Sud-Vest cu satul Gîsca, la Vest cu satul Hîrbovățul Nou, iar la Est cu municipiul Tighina și satul Varnița. Hîrbovăț este situat la latitudinea 46º84' 41", longitudinea 29º35' 93" și altitudinea de 92 metri față de nivelul mării.
Satul Hîrbovăț este traversat de drumul L471 care, prin intermediul traseului național Chișinău-Bender, face conexiune cu localitățile țării. Prin drumul republican R2 se face conexiunea locuitorilor satului cu capitala țării.

## Istorie
Satul Hîrbovăț a fost atestat documentar în anul 1764 fiind întemeiat de 120 de familii de țărani români. În 1822 s-au mai stabilit aici 6 familii de ruteni și o familie de ruși. În anul 1827, satul avea 3840 desetine de pământ, 10 mori de vânt, 640 de stupi de albine.
Înainte de anul 1764, satul Hîrbovăț nu a fost menționat nicăieri în mod oficial. Într-un document datat din 19 mai 1552 este menționat că locuitorii a 26 sate din ținutul Tighina erau veniți de pe pământurile vakîfurilor (teritorii ocupate de boieri) a lui Selim Han și ale feudei (moșie) din cazaua (district administrativ și judiciar în sec. al XVIII –lea în Turcia) Akerman. În anul 1902 este menționat că în sat erau 2 școli primare mixte, biserica ortodoxă, poștă rurală, primărie, post de jandarmi, 5 cârciumi.

### Etimologie
Există mai multe ipoteze despre etimologia numelui. Prima dintre ele spune că numele satului Hîrbovăț vine de la „hârburile” negustorilor. Se spune că undeva în partea de nord a localității trecea un drum comercial pe care călătoreau drumeții ca să-și ducă marfa la vânzare, probabil, la Tighina. Carele erau încărcate cu vase de lut. Odată, ei au decis să scurteze drumul și s-au oprit prin valea aceasta să se odihnească. Și atunci a început ploaia. S-au grăbit să iasă de aici, să nu se blocheze din cauza noroiului, dar carele au alunecat și s-au stricat vasele de lut, făcându-se hârburi (cioburi). De câte ori mai treceau pe aici, așa și spuneau: Dați să ne oprim la Hârburi. Dar s-au îndrăgostit de locurile respective înconjurate de păduri și cu timpul și-au chemat aici rudele, și-au construit case și au întemeiat satul Hîrbovăț.
A doua legendă spune că, turcii au construit o cetate puternică în valea unde astăzi se află centrul satului, iar în jurul ei au pus niște stâlpi cu un herb. Se zice că de la acești „herbi” cu care au impresionat autohtonii, satul ar avea numele astăzi de Hîrbovăț. Nu știm exact dacă asta ar fi cea mai veridică versiune, însă dacă reconstruim din limba turcească denumirea satului, atunci obținem următoarele: –herb [stemă], –ova [vale], și –ăț [armăsar].
O a treia versiune arată că numele satului Hîrbovăț provine și de la un loc ce corespunde unui relief cu dealuri gârbove sau locuri gârbovite, dâmburi ceea ce este specific localității. Drumurile care treceau prin văile din acest loc, de asemenea, fragmentat, adică „gârbovit” sau „hârbuit” (termeni specifici locuitorilor satului). În limbajul sătenilor și până astăzi s-a păstrat denumirea de „Drumul Târgului” sau „Podișul Târgului”.
„Originea denumirii satelor Hîrbova (Dondușeni) și Hîrbovăț (Călărași, Anenii Noi) ne arată că ele sunt derivate cu sufixul –ov(-a) și –ovăț de la originea ce se traduce „ridicătură de pământ, movilă, dâmb” și că prefacerea lui în „h”, element de origine slavă este un fenomen obișnuit în limba română”.

### Cel de-al doilea război mondial
În timpul celui de-al doilea război mondial, prin sat s-au retras detașamente ale Armatei Roșii. În Primăria satului Hîrbovăț, încă la 7 martie 1940 au fost alcătuite liste cu tineri care urmează să fie luați în 1941 la armată ca recruți, majoritatea având vârsta cuprinsă între 20-21 de ani. Astfel, din satul Hîrbovăț au fost înrolați 435 de tineri, dintre care s-au întors doar 215 răniți, bolnavi și invalizi pe viață. Ceilalți 220 nu s-au întors acasă.

### Seceta și foametea din anii 1946-1947
Eforturile principale ale autorităților sovietice în primii ani de după cel de-al doilea război mondial au fost orientate spre restabilirea economiei distruse. Prin metode de presiune și violență a fost promovată politica stalinistă. Consecința directă a acestei politici promovată de către organele de partid și de stat a fost foametea din anii 1946-1947, după care a urmat colectivizarea forțată, însoțite de deportările staliniste. Miile de familii deportate au fost incluse, majoritatea, în mod arbitrar în listele „chiaburilor”.
Din mai 1945 și până în toamna anului 1946 ploile au ocolit satul. Seceta care se dezlănțuise nu avusese precedent în ultimii 50 de ani din istoria ținutului. În anul 1946 seceta s-a înțetit și mai mult: iarna fiind fără zăpadă, iar primăvara și vara fără ploi. În acest an roada a fost de 2,5 ori mai mică decât în 1945. Țăranii din sat, au semănat anul acesta foarte puține pământuri, fiindcă din cauza războiului n-au reușit să facă față situației create. Plus la toate, nici nu se ajungea resurse umane de muncă, majoritatea bărbaților participând în război, întorcându-se invalizi sau neputincioși, alții 220, nici până azi nu s-au întors. 
Cauzele principale, însă, care au provocat foametea în țară au fost politica fiscală rigidă promovată de regimul sovietic în primii ani de după război și colectările obligatorii de cereale. Obligațiile fiscale au crescut chiar și în condițiile secetei. Autoritățile n-au cruțat pe nimeni, impozitele cuprinzând inclusiv și păturile cele mai sărace ale țărănimii. În același timp a fost majorat planul de predare a cerealelor către stat. 
În anul 1946 planul de colectări obligatorii în comparație cu anul 1944 a crescut de 1,3 ori, depășind cu mult posibilitățile satului. Țăranii din Hîrbovăț își amintesc că în mod nejustificat li se lua „taxe de impozite” pentru fiecare cultură în parte, grâu, ovăz, mazăre, porumb, ulei, etc. Nu știau nici măcar care este mărimea impozitului, unicul lucru de care erau speriați și li se spunea mereu e că „să vă achitați cât mai repede cu statul pentru a nu avea probleme mari!”. 
Mărturisirile țăranilor din Hîrbovăț care au participat în mod direct la fenomenul secetei și foametei vin să ne dovedească că regimul bolșevic de ocupație a pecetluit soarta țăranului basarabean pentru zeci de ani înainte. Oamenii nu erau capabili să se ajute unii pe alții, suferind de distrofie. Și faptul că au deschis cantine pentru copii, nu a demonstrat că a avut efectul scontat. O duceau mai bine copiii bucătăreselor, care adunau cojile cartofilor de la cantină și le duceau acasă, le fierbeau și coceau turte care, la vremea lor, erau foarte gustoase.  Iar băieții, care cunoșteau casa vreunei bucătărese plecau într-acolo și priveau printre gard, crezând astfel că i se va da și lui o bucățică din acea turtă. Uneori primeau, alteori erau alungați. 

### Colectivizarea forțată
Procesul colectivizării agriculturii în Moldova a fost unul de profunzime, de mare amploare, desfășurat pe o perioadă îndelungată și cu consecințe economice și sociale profunde asupra societății, ce sunt vizibile până în prezent. Colectivizarea a fost o componentă fundamentală a procesului de comunizare și stalinizare a țării, ce a atacat, uneori cu o violență greu de imaginat. 
Colectivizarea a lăsat urme adânci în sufletele oamenilor care au trăit acele vremuri. Chiar și acum, după ani de la încheierea procesului de colectivizare a agriculturii în Moldova, oamenii din Hîrbovăț care au trecut prin această dramă încă mai suferă la amintirea acelei perioade. Noul sistem de organizare a agriculturii s-a impus prin represiune directă (bătăi, arestări, deportări, confiscări), cât și indirect, prin propaganda de partid. Ca și în alte zone ale țării, țăranii din regiunea Tighinei „au ținut cu dinții” de pământurile lor și nu au vrut să se înscrie în colectiv. Atunci au început presiunile asupra lor: „Prima dată au cedat cei care aveau copii... pe alții i-a chemat la Soviet... Dacă bărbatul se ascundea, ca să nu semneze, îi luau femeia, i-o băteau și i-o batjocoreau. Așa că omul se înscria”, mărturisește un localnic.

## Geografie
La data de 01.01.2020, suprafața totală a satului Hîrbovăț a constituit 8586 ha, din care ponderea extravilanului este de 8171,84 ha (95,18%), iar a intravilanul este de 414.16 ha (4,82%), acesta fiind destinat pentru construcția de locuințe, obiective sociale și alte construcții.
Între satele Hîrbovăț și Bulboaca este amplasată Pădurea Hîrbovăț, o arie protejată din categoria rezervațiilor peisagistice.

### Resurse naturale
Resursele naturale ale localității includ resursele aeriene, resursele acvatice, resursele solului și subsolului, resursele forestiere. Din punct de vedere geografic satul Hîrbovăț este amplasat pe Podișul Moldovei Centrale, relieful fiind fragmentat și abrupt. Amplasat nu departe de Cetatea Tighinei din municipiul Tighina, Hîrbovățul este cunoscut ca localitatea prin care trecea un drum comercial din perioada evului mediu, care pornea de la cetatea Bender și ajungea la cetatea de scaun a Sucevei, numit "Drumul vechi Moldovenesc". Pe teritoriul satului sunt 5 podișuri: podișul Varniței, podișul Mazării, podișul Flămânzii, podișul Târgului, podișul Hârtopului. De asemenea, este o formă joasă de relief numită de localnici "Valea Ioanei".
În preajma localității este amplasată rezervația peisagistică „Pădurea Hîrbovăț” cu suprafața de 2.218 ha. Rezervația reprezintă o arie protejată, situată între satele Hîrbovăț și Bulboaca din raionul Anenii Noi (ocolul silvic Hîrbovăț). Aceasta este administrată de către Gospodăria Silvică de Stat Bender. Din punct de vedere fizico-geografic, teritoriul este situat în cadrul a două bazine hidrografice - râul Bîc și un afluent de dreapta al râului Nistru, ocupând interfluviul dintre râuri și baza versantului.
În apropierea rezervației sunt situate câteva arii protejate de stat:
- la 1 km la nord se află monumentul geologic „Amplasamentul de faună de lângă satul Calfa”;
- la 2 km la sud - monumentul de arhitectură peisajere “Parcul Hîrbovăț”;
- lângă comuna Proteagailovca și comuna Hagimus – monumentele hidrologice;
- în comuna Fârlădeni - monumentul geologic.

Rezervația peisagistică „Pădurea Hîrbovăț” aparține mai multor unități geomorfologice. Structura geologică a acestor unități impune crearea tipurilor și formelor de relief, precum și proceselor geomorfologice actuale. De asemenea, datorită influenței factorului climatic se structurează și tipul de peisaj al regiunii.
Rezervația peisagistică „Pădurea Hîrbovăț”, este situată pe altitudini și pante ale versanților, vulnerabili la procesele geomorfologice actuale. Cu toate acestea, numărul și intensitatea lor este destul de scăzută, afectând in mod nesemnificativ structura rezervației.
Dintre procesele geomorfologice actuale care se manifestă în perimetrul rezervației enumerăm următoarele:
- eroziunea în adâncime – este răspândită în partea de sud, în limitele rezervației, pe versantul stâng al afluentului de dreapta al Nistrului, însă fenomenul nu cunoaște o amploare deosebită.
- eroziunea fluvială este caracteristică micilor afluenți care intersectează rezervația, intensitatea acestui proces fiind una destul de slabă.
- alunecările de teren – reprezintă un proces geomorfologic continuu, însă stabil din punct de vedere morfologic. Datorită suprafeței reprezentată în mare parte de pădure, alunecările de teren sunt răspândite pe versantul drept al văii Hîrbovățului, afectând localitatea și infrastructura localității.

### Resurse acvatice
Din punct de vedere hidrografic, satul Hîrbovăț deține 3 iazuri: iazul Serindrii, Iazul de la Ciairi, iazul Bâdăi. Pe râul Calantîr este construit un lac de acumulare, cu suprafața de 45,33 ha. Acest lac dispune de un baraj, a cărui suprafață este de 8.195 metri pătrați. Actualmente, există o neclaritate juridică privind modul de folosință a lacului, care est în curs de rezolvare. Un alt iaz de acumulare este amplasat pe afluentul râului Botna, având o suprafață de 36,46 ha, iar construcția hidrotehnică dispune de o suprafața de 9.024 metri pătrați. De asemenea, există un iaz de acumulare amplasat pe un afluent al râului Botna. Acest iaz are o suprafața de 8,03 ha, iar construcția hidrotehnică (barajul) are o suprafața de 6.696 metri pătrați.

## Demografie
<div class="transborder" style="position:absolute;width:100px;line-height:0;
Structură etnică
     moldoveni (98,18%)
     ucraineni (0,46%)
     ruși (0,51%)
     găgăuzi (0,06%)
     bulgari (0,04%)
     români (0,66%)
     polonezi (0,02%)
     alte etnii / nedeclarată (0,07%)
Conform datelor recensământului din 2004, populația localității este de 5.447 locuitori, dintre care 2.633 (48,34%) bărbați și 2.814 (51,66%) femei. Structura etnică a populației în cadrul localității arată astfel:
- moldoveni — 5.348;
- ucraineni — 25;
- ruși — 28;
- găgăuzi — 3;
- bulgari — 2;
- români — 36;
- polonezi — 1;
- altele / nedeclarată — 4.

## Politică și administrație
Conform Legii privind administrația publică locală nr. 436–XVI din 28.12.2006, autoritățile administrației publice locale ale satului Hîrbovăț sunt reprezentate prin Consiliul Local și Primar, asistat de specialiștii locali din Primărie. Activitatea autorităților administrației publice locale este bazată pe legislația în vigoare și propriile Regulamente de organizare și funcționare.
Consiliul local Hîrbovăț este organul deliberativ suprem al satului, care este organizat și își desfășoară activitatea în conformitate cu legislația în vigoare și propriul Regulament de organizare și funcționare. În conformitate cu aceste prevederi, Consiliul local asigură procesul de gestionare și decizional în localitate. Consiliul Local se întrunește în ședințe ordinare o dată la 3 luni sau în ședințe extraordinare ori de câte ori este necesar, la cererea Primarului sau a cel puțin o treime din numărul total de consilieri. 
Consiliul local stabilește, anual pe baza de inventariere a bunurilor materiale și bănești, valoarea patrimoniului propriu, precum și a unităților din subordonarea sa care îi revin prin lege, impozitele și taxele locale, inclusiv pentru: amenajarea teritoriului, amplasarea obiectelor de comerț, serviciile stării civile și adeverințe eliberate de primărie pe teritoriul administrat de APL Hârbovăț.

### Consiliul Local Hîrbovăț
Componența Consiliului local Hîrbovăț (13 consilieri), ales la 5 noiembrie 2023, este următoarea:
|  | Partid                                       | Consilieri | Componență | Componență | Componență | Componență | Componență | Componență | Componență | Componență | Componență | Componență |
|  | -------------------------------------------- | ---------- | ---------- | ---------- | ---------- | ---------- | ---------- | ---------- | ---------- | ---------- | ---------- | ---------- |
|  | Partidul Acțiune și Solidaritate             | 10         |            |            |            |            |            |            |            |            |            |            |
|  | Partidul Socialiștilor din Republica Moldova | 2          |            |            |            |            |            |            |            |            |            |            |
|  | Partidul Nostru                              | 1          |            |            |            |            |            |            |            |            |            |            |

### Primăria
Primăria este instituția administrației publice locale condusă de primar prin care se realizează principiile de autonomie locală, descentralizarea serviciilor publice, consultarea cetățenilor și este organul de conducere operativă a treburilor publice locale. Primarul este autoritatea reprezentativă a populației și executivă a Consiliului local.
Echipa angajaților Primăriei Hîrbovăț este constituită din 14 persoane, dintre care 6 bărbați (43%) și 8 femei (57%). Din numărul total de angajați, 4 persoane (28,5%) au vârsta cuprinsă între 35-50 ani și 8 persoane (67,5%) dețin vârsta peste 50 ani. În calitate de funcționar public stagiul de muncă mai mare de 10 ani este deținut de 6 persoane (42%).
Angajații aparatului primăriei în proporție de 42% au stagiu de peste 10 ani în serviciul public, ce asigură  o bună continuitate instituțională, o calitate înaltă a serviciilor prestate, și respect în comunitate. Totodată este evidentă lipsa tinerilor specialiști, care tradițional au abilități mai bune în domeniul informatic, in domeniul limbilor străine și au un potențial înalt de dezvoltare.
Sediul primăriei este amplasat în centrul satului, iar spre instituție duce un drum bun. Primăria deține spațiu suficient pentru activitatea angajaților, însă imobilul este în stare deplorabilă. Edificiul este conectat la sistemul de aprovizionare cu apă centralizat și la sistemul de canalizare. Clădirea cu 2 nivele nu are pantă de acces pentru persoanele cu nevoi speciale. Sistemul de încălzire este cu cazan pe gaz si oferă încălzire în toate spațiile instituției.

## Economia
Din punct de vedere economic, Hîrbovăț este îndreptat spre agricultură, ca și majoritatea satelor Moldovei. Sunt prezente și un număr de fabrici alimentare și de prelucrare a materialelor. Principalele drumuri sunt betonate, dar cea mai mare parte din drumuri încă nu sunt modernizate.
Numărul total al agenților economici înregistrați în comunitate este 155, însă o parte din ei sunt inactivi. Există agenți economici dependenți de activitățile sezoniere, în special cei din agricultură. O parte din activitățile de prestare a serviciilor (cum sunt localurile pentru festivități) au anumite perioade de inactivitate pe parcursul anului.
În prezent, sectorul economic este dominat de trei agenți economici importanți care desfășoară activitate în agricultură, creșterea păsărilor și producerea furajelor combinate. Un alt domeniu în dezvoltare este cel a serviciilor de catering care și-a consolidat poziția pe piața locală a serviciilor.
După domeniul de activitate, agenții economici în satul Hîrbovăț preponderent sunt antrenați în domeniul comerțului cu amănuntul unde activează 24 de entități (59%), servicii pentru populație (frizerii, spălătorii, reparații auto, e.t.c.) - 4 entități (10%), producția industrială (2%), producția agricolă - 2 entități (5%), servicii medicale - 2 entități (5%), săli de festivități, cafenele baruri - 3 entități (7%), transport - 1 entitate (2%), construcții, materiale de construcții - 2 entități (5%), servicii publice (managementul deșeurilor, livrarea apei, e.t.c.) - 2 entități (5%).
Comunitatea dispune de o zonă cu potențial de dezvoltare industrială cu o suprafață de 106 ha, dotat cu o cale de acces auto cu înveliș asfaltic, rețele electrice de tensiune înaltă și conductă de gaze cu presiune medie. Pe o porțiune din aceste terenuri sunt amplasate halele de producție a complexului avicol.
În domeniul comerțului și serviciilor, în satul Hîrbovăț activează 28 de entități dintre care 24 comerț: servicii pentru populație (frizerii, spălătorii, reparații auto, e.t.c.) - 4 entități;  servicii medicale - 2 entități; săli de festivități, cafenele baruri - 3 entități; transport - 1 entitate; construcții, materiale de construcții - 2 entități. Spectrul produselor comercializate include produsele alimentare, băuturi, articolelor electrice și de uz casnic etc. 

## Educație și cultură

### Învățământ preșcolar
Grădinița-creșă "Ghiocel" din Hîrbovăț a fost înființată în anul 1991. Clădirea grădiniței-tip este amplasată în centrul satului și constă din 4 blocuri cu 2 nivele. Aceasta este prevăzută pentru 340 locuri, pentru 14 grupe de copii. La această dată activează 10 grupe cu un contingent de 215 copii, care au vârsta cuprinsă între 2- 7 ani. Personalul include 16 cadre didactice și 26 personal non-didactic.
Suprafața totală a clădirii este de 1.679 metri pătrați nivelul I și 1.340,7 metri pătrați nivelul II, ce include: sală festivă, săli de grupe, bucătărie, spălătorie, cabinet metodic, punct medical cu izolatoare, depozite. În anul 2014 a fost construită cazangeria autonomă pe gaze naturale. Grădinița dispune de punct termic pentru apă caldă menajeră (ACM), care asigură toate grupele de copii și cantina grădiniței. În anul 2017 a fost implementat proiectul "Creșterea eficienței energetice a grădiniței de copii" în sumă de 5 milioane lei moldovenești și s-au efectuat lucrări de termoizolare a pereților, schimbarea ferestrelor și ușilor, termoizolarea planșeului pe pod, reparația capitală a sistemului de încălzire si canalizare.
Suprafața terenului de joacă al copiilor este de 1,2 ha. Acesta este renovat și dotat cu instalații de joc, pavilioane, arbori și arbuști. Instituția este dotată cu mobilier corespunzător vârstei copiilor, cu tehnologii informaționale moderne. Instituția  activează cu un regim de 10,5 ore, 5 zile pe săptămână.

### Învățământ școlar
Școala Primară Hîrbovăț a fost fondată în anul 2013. Aici își fac studiile 163 de elevi dintre care 80 de fete și 83 de băieți. Copiii sunt instruiți de un personal de 12 cadre didactice, cu vârsta medie de 45 de ani. Limba de instruire este limba româna. Clădirea instituției are suprafața de 1.213 metri pătrați, dintre care pentru procesul educativ sunt utilizați 1.001 metri pătrați, iar 169 metri pătrați sunt ocupați de Centrul comunitar.
Instituția  este amplasată în centrul satului, iar spre instituție duce un drum bun asfaltat. Totuși, nu este organizată transportarea copiilor. Starea tehnică a edificiului este satisfăcătoare, dar este nevoie de reparații curente. Este o clădire cu mai multe nivele, însă nu toate scările sunt amenajate pentru a asigura accesibilitatea persoanelor cu dizabilități (nu există pante de acces), însă ușile clădirii sunt adaptate corespunzător, iar grupul sanitar permite un acces acestei categorii de persoane. Clădirea este conectată la apeduct, pentru furnizarea apei reci. Achitarea apei nu este o problemă si se face regulat. Sistemul de canalizare al instituției este local, cu evacuare periodică. Achitarea acestui serviciu nu este o problemă. Agentul termic este furnizat în perioada rece a anului in mod centralizat pe bază de gaz natural și datorită centralei termice pe biomasă. Grupul sanitar este în interiorul clădirii asigurat cu apă rece și în afara clădirii, separat pentru fete și băieți.
Liceul Teoretic "Ion Creangă" a fost construit în anul 1993. Acesta are o capacitate de 694 locuri, cu o suprafață de 6.415 metri pătrați, dintre care în prezent 2.203 metri pătrați sunt utilizați în procesul educativ. A fost reorganizat din Școală medie în Liceu în 1998 prin Ordinul Ministerului Educației și Științei al Republicii Moldova nr. 30 din 03.09.1998. Astfel, în anul de studii 2018-2019 instituția a împlinit 20 de ani de activitate ca instituție de tip liceal.
La 1 septembrie 2020 în cele 12 clase a V-a – a XII-a din liceu, studiază 267 de elevi, 227 de elevi din clasele a V-a - a IX-a și 40 de elevi în clasele a X-a și a XII-a, dintre care 136 fete și 131 băieți. In liceu sunt 38 de persoane angajate dintre care 21 cadre didactice cu vârsta medie de 59 de ani. Limbile străine studiate de către elevi sunt limba franceză, limba engleză și limba rusă.
În anii 2015-2017, edificiul liceului a fost renovat în cadrul Proiectului de Eficiență Energetică, prin schimbarea tuturor geamurilor și ușilor exterioare la cele trei blocuri de studii, prin termoizolarea pereților exteriori ai clădirii și prin renovarea fațadei și a copertinelor la demisolul clădirii.
Clădirea liceului se constituie din 3 blocuri de studii, 3 Comisii metodice cu sedii, 12 săli de clasă și 10 cabinete, o bibliotecă cu sală de lectură, o sală sportivă, o cantină cu 240 de locuri, renovată în 2014, un cabinet pentru serviciile psihologului școlar, renovat în 2014, un Centru de Resurse  Educaționale Incluzive, deschis în 2014, un cabinet medical, o sală de fitnes, deschisă în 2015, un laborator digital, amenajat prin Proiectul Incluziunea Digitală Rurală, ediția 2016, un stadion cu acoperire artificială, o cazangerie la gaze.
Colectivul pedagogic al liceului se constituie din 21 de cadre didactice, care-și perfecționează activitatea la cele 3 Comisii metodice: Limbă și comunicare, Educație socio-umanistică și Arte, Matematică, Științe, Tehnologii și Sport, Catedra diriginților.
În ultimii ani au fost implementate câteva proiecte printre care ”Proiectul de eficiență energetică a Liceului Teoretic "Ion Creangă" Hîrbovăț” (15.04.2015-10.01.2017), proiectul ”Centrul de reabilitare pentru copiii de la grupa medicală special”. În cadrul Proiectului raional Anenii Noi: Destinație Uniunea Europeană (elaborate în parteneriat cu Guvernul Poloniei (MTO), cu AO "Genesis", s. Mereni, raionul Anenii Noi, cu AO "Pro Dezvoltare Hîrbovăț), Proiectul „Incluziunea digitală rurală” (septembrie-noiembrie 2016), Proiectul Național „Școala mea”, ediția 2018, Proiectul Național de formare „Implementarea standardelor de calitate a instituțiilor de învățământ primar, gimnazial și liceal din Republica Moldova din perspectiva școlii prietenoase copilului” (2018-2021), Proiectul „Îmbunătățirea mediului sanitar din liceu”, finanțat de Ambasada Japoniei în Repubica Moldova în cadrul Programului KUSANONE (2019-2021).
Liceul este amplasat în centrul satului, iar spre instituție duce un drum bun asfaltat, dar nu este organizată transportarea elevilor. Imobilul este în stare satisfăcătoare, dar necesită reparație capitală, mai ales ca acoperișul clădirii curge pe alocuri. Clădirea este cu mai multe nivele, însă nu este amenajata pentru a asigura accesibilitatea persoanelor cu dizabilități (nu există pante de acces, ușile clădirii nu sunt adaptate corespunzător). Există un WC adaptat pentru persoanele cu cărucior. Edificiul este conectat la sistemul centralizat de aprovizionare cu apă rece, care este disponibilă permanent. Achitarea apei se face regulat. Sistemul de încălzire este centralizat, pe bază de gaze naturale și este prezent în toate spațiile instituției. Grupul sanitar este în interiorul clădirii asigurat atât cu apa rece, cât și cu cea caldă. Rețeaua de canalizare este locală.

### Viața culturală
În cadrul liceului activează cercuri pe interese precum Cercul ansamblului folcloric „Datina”. De asemenea, elevii liceului frecventează Cercul fruieriștilor și Cercul de fanfară. Animatori ai tuturor activităților extracurriculare la nivel de instituție sunt elevii încadrați în Cercul dramatic, condus de profesorul de limbă română. Un rol indsipensabil în promovarea imaginii liceului și în relevarea și comentarea tuturor activităților desfășurate în instituție o au elevii încadrați în Cercul Ziarului școlar „Iris”, înființat din 2007 de către unul din elevii liceului, condus acum de directorul adjunct pentru educație. De asemenea, elevii talentați se includ cu plăcere în cadrul Cercului de muzică ușoară “Izvoraș”. Tot mai insistent elevii solicită și se încadrează cu plăcere în Cercul de limba engleză. De asemenea, elevii liceului dansează cu dedicație în Ansamblul de dansuri populare din cadrul Casei de cultură a localității Brâuleț.
Activitățile extracurriculare desfășurate în instituție constituie fundamentul unui învățământ de calitate, aducând beneficii pentru comunitate, pentru școală și pentru partenerii acesteia. Astfel, activitățile tradiționale desfășurate în instituție cum ar fi Toamna de aur, Ziua liceului, Ziua Pedagogului, Balul Bobocilor, Revelionul, Dragobetele, Un mărțișor pentru Ion Creangă, Bravo, fetelor!, Viteji și curajoși ș.a. implică elevii în totalitate și le încurajează creativitatea. Pentru susținerea elevilor dotați, activi și emancipați, la sfârșitul anului școlar se oferă titlul Elevul Honoris Causa.

### Instituții de cultură
Muzeul de Istorie și Etnografie Hîrbovăț a fost fondat în baza hotărârei Comitetului Executiv al Sovietului sătesc Hîrbovăț nr.13 din 25 decembrie 1981și inaugurat în anul 1985. Organizator și prim director al muzeului a fost profesorul de geografie de la școala medie din sat, dl Anatolie Friptu. Fiind conducătorul cercului de cercetare a ținutului natal, dl Friptu a organizat o excursie cu elevii la muzeul din Răscăieți. Întorcându-se acasă cu impresii deosebite și inspirat de cele văzute, a început să acumuleze exponate pentru viitorul muzeu al satului. Cu suportul elevilor a reușit să acumuleze pe parcursul anilor 1978-80 un număr considerabil de obiecte vizând istoria satului. Muzeul a fost amplasat în clădirea fostei primării, construită în anul 1936, reparată și adaptată necesităților instituției. Acest edificiu a fost construit cu aportul săteanului Vorfolomeu Sucitu, care pe atunci era senator al Parlamentului României. Expoziția permanentă a muzeului a fost inaugurată la 9 mai 1985, fiind etalată în 5 săli. Patrimoniul muzeului include 4256 piese. Una dintre săli conține piese ce reprezintă viața satului de la origini până la începutul sec. XX, adică din epoca antică până la cea modernă. În sala mare sunt expuse piese ce oglindesc reforma agrară din anii 1921-23, dezvoltarea învățământului, participarea sătenilor în cel de-al II-lea Război Mondial. De asemenea, sunt prezente fotografii ce reflectă deportările din 1949, cultura și religia, munca pașnică a sătenilor, ostașii  internaționaliști din Afganistan, unelte de muncă, fragmente de arme din timpul I-lui și al II-lea Război Mondial, colecții de ordine și medalii, bancnote și monede ș.a.
Altă sală e amenajată în stil etnografic-odaia țărănească împodobită în stil național, pe perete atârnă un covor de casă țesut din lână naturală, stativele așezate în proces de lucru, laiță, prosoape, unelte de lucru, folosite la țesut, prelucrarea lânei, blidar (cochineț) cu diferită veselă, icoane, dranițe cu broboade purtate pe timpuri, vestimentație ș.a.
Între anii 1981-1996, director al muzeului a fost dl Anatolie Friptu. Ulterior această funcție a fost deținută de dl Tudor Zmeu si dl Ion Rotaru. Din anul 2011 până în prezent în funcția de director este Eudochia Radu, profesoară de geografie. Muzeul are ca obiectiv colectarea, cercetarea, conservarea, valorificarea în special prin expunere a patrimoniului cultural în scopul cunoașterii, educării și al recreării publicului larg. Sunt planificate în activitatea muzeului măsuri de reînviere a șezătorilor și a unor meșteșuguri lăsate din strămoși: împletitul în lozie, împletitul lânei, brodatul, croșetarea, confecționarea măturilor, confecționarea mărțișoarelor. Pentru aceasta este nevoie de spațiu de dezvoltare, condiții de activitate și materiale corespunzătoare.
Biblioteca Publică Hîrbovăț și-a inceput activitatea în luna mai a anului 1951, cu 180 de exemplare de cărți. În anii 1961-1968, biblioteca este condusă de Valentina Gangan, care înțelege importanta pe care o detine biblioteca in viața localității. Din anul 1974 si pîna în 2015 bibliotecar a fost Mânzarari Ala. Pînă în prezent Biblioteca Publică se află în incinta casei de cultură, dar urmează sa fie transferată la Centrul de Educație Cultură Sport. Spațiul bibliotecii include sala de lectura, depozitul de carte și sala de calculatoare. Pentru accesarea internetului, în bibliotecă sunt disponibile 6 calculatoare. Calculatoarele au fost procurate cu suportul financiar al programului  ”Novateca”. Fondul de documente în prezent constituie 18560 u.m. În cadrul bibliotecii publice sunt organizate diferite ateliere de lectură, si servicii pentru copii a căror părinți sunt plecați în strainătate, dar si pentru copii din familii social vulnerabile. Biblioteca ocupă un spațiu de 120 metri. Aceasta activează 5 zile pe saptămână de la orele 9:00 până la 17:00, iar deservirea utilizatorilor este prestată de  un bibliotecar.
Centrul de instruire și educare pentru copii și tineret a fost fondat în anul 2010 prin decizia Consiliului local, din sursele financiare ale PNUD-Moldova, în cadrul implementării proiectului ”Protecția și Abilitatea Victimelor Traficului de Ființe umane și violenței domestice în RM”. Centrul este o instituție publică în subordinea autorităților publice locale, care funcționează în incinta școlii primare pe adresa sat Hîrbovăț, strada Păcii nr. 67. Activitățile se desfășoară in afara orelor din programul curricular în săli amenajate, altele decât sălile de clasă. Suprafața spațiilor este de 215 m2, care includ 3 săli dintre care 2 săli pentru orele de meditații și o sală de calculatoare.
Instituția are următorul obiectiv de activitate: dezvoltarea personalității copilului, a capacităților și a aptitudinilor lui spirituale și fizice la nivelul potențialului său. Cultivarea respectului pentru drepturile și libertățile lui, indiferent de apartenență etnică, de proveniență socială.
Activitatea Centrului se realizează cu următoarele unități de personal: director, 2 educatori, 1 asistent medical, 1 bucătar, 1 femeie de serviciu.
În activitatea sa „Centrul de instruire și educare pentru copii și tineret” din Hîrbovăț colaborează cu organele raionale din domeniul educației, protecției copilului, ocrotirii sănătății, asistenței sociale. Beneficiari ai Centrului sunt copii cu vârsta între 7 -18 ani din familii social-vulnerabile, copii adoptati, copii lăsați în grija vecinilor, rudelor, buneilor.
Activitatea Centrului este axată pe ocrotirea vieții și sănătății copiilor aflați în situații de risc. In acest scop sunt organizate 2 grupe de copii cu care sunt desfășurate ore suplimentare, unde sub îndrumarea a doi educatori copiii sunt ajutați la pregătirea temelor pentru acasă. De asemenea, în cadrul Centrului copii sunt ocupați în diferite activități extrașcolare: fotbal, șah si alte secții sportive. Sunt organizate activități pe interese: desen, modelare, broderie, confecționarea diferitor lucrări din hârtie, carton etc. Pentru dezvoltarea logicii, memoriei, creativității sunt disponibile jocuri de masă (constructor, puzzle, lego ș.a.).

## Sănătate
În localitate există un Centru de Sănătate care asigură servicii de medicină primară. Cei 19 angajați ai centrului oferă tratament medical pentru persoanele din localitate. Centrul este construit pentru a presta servicii pentru 5300 de beneficiari.

## Infrastructură

### Transport rutier
Satul Hîrbovăț raionul Anenii Noi este la o distanță de 15 km de orașul Anenii Noi, reședință de raion, 50 km distanță de municipiul Chișinău. Satul se învecinează la Nord-Vest cu satul Bulboaca, la Nord cu satul Calfa, la Sud cu satul Fîrlădeni, iar la Est cu municipiul Bender și satul Varnița. Satul este traversat de drumul L471, care prin intermediul traseului național R2, Chișinău-Bender– Tiraspol – M5 face conexiune cu localitățile țării.
Lungimea totală a drumurilor cu acoperire rigidă constituie 10 km, dintre care 3,5 km sau 35% sunt drumuri locale (drumuri locale – drumuri care asigură legătura între orașele-reședință și satele (comunele) din componența raionului, precum și legătura între sate (comune), inclusiv accesul spre ele dinspre drumurile naționale, și care sunt proprietate publică a unităților administrativ-teritoriale), 6,5 km sunt străzi (străzi – drumuri publice din interiorul localităților și care sunt proprietate publică a unităților administrativ-teritoriale) de importanță locală. 
Drumurile și străzile sunt proprietatea APL și APC. Acestea sunt într-o stare satisfăcătoare caracteristică străzilor din localitățile rurale. Majoritatea drumurilor locale necesită reparații. 

### Transport public
Prestarea serviciilor de transport rutier de persoane contra cost este organizat de operatorul de transport rutier autorizat care este înregistrat în modul corespunzător. În satul Hîrbovăț, transportul rutier de persoane este asigurat printr-un serviciu de transport rutier contra cost, pe bază de bilete de călătorie individuale, în conformitate cu graficele de circulație, pe trasee determinate, în care îmbarcarea/debarcarea persoanelor transportate în/din vehicul se face în puncte de oprire prestabilite. Transportul este organizat cu 3 rute raionale (Hîrbovăț - Anenii Noi) și 3 rute transport rutier în trafic interraional (Hîrbovăț – Chișinău). Costul călătoriei pe ruta raională Hîrbovăț - Anenii Noi este de 8 lei, iar pentru ruta interraională este de 30 lei.
De asemenea, localitatea beneficiază de transport rutier de persoane în regim de taxi. In unele cazuri sunt organizate servicii de transport rutier de persoane prin servicii regulate speciale și transport rutier de persoane prin servicii ocazionale, inclusiv turistice. 

## Personalități
- Zinaida Julea, interpretă de muzică populară
- Antonie Telembici, episcop român, membru al Sfântului Sinod al Bisericii Ortodoxe Române

## Galerie

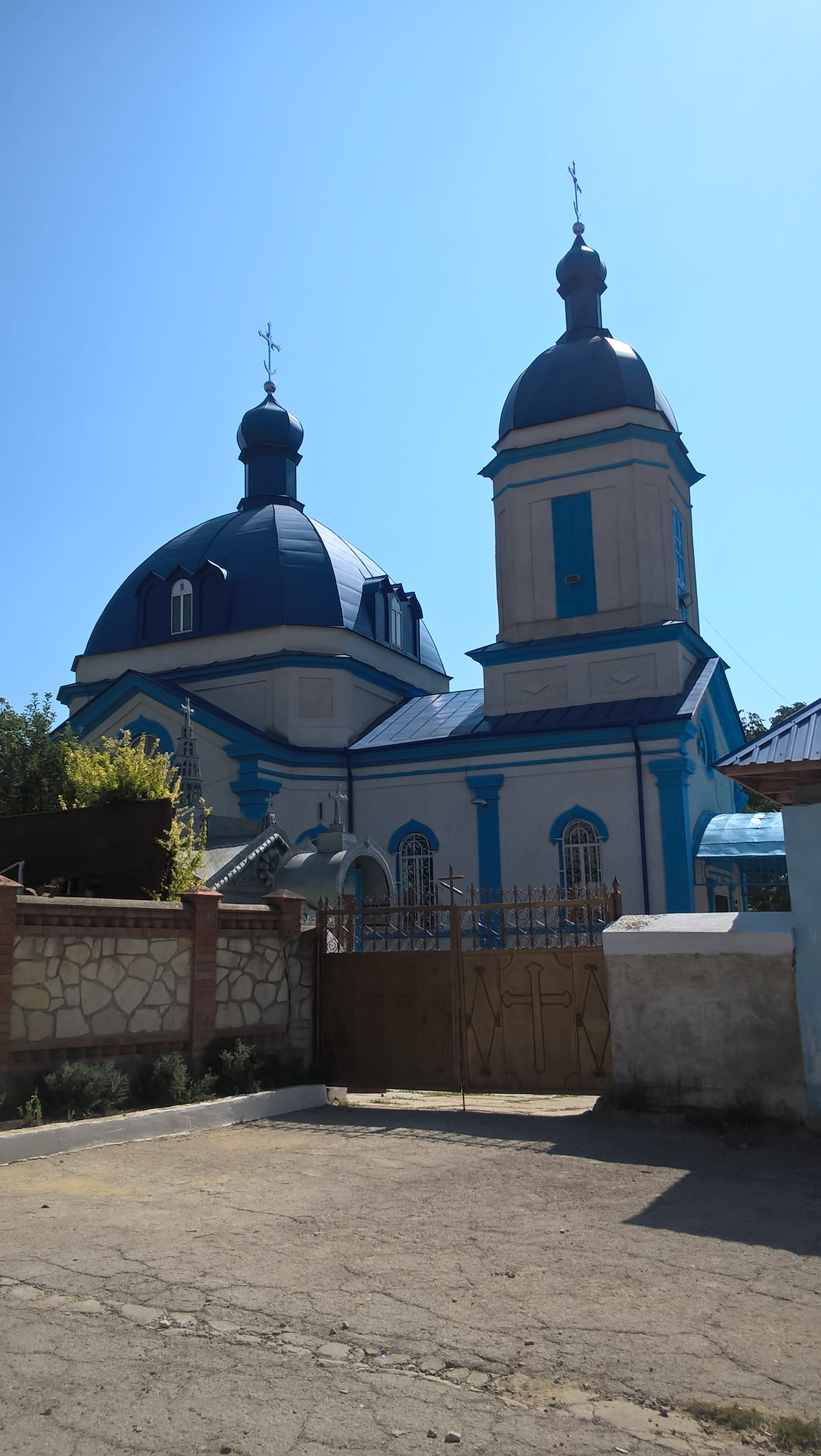
Biserica
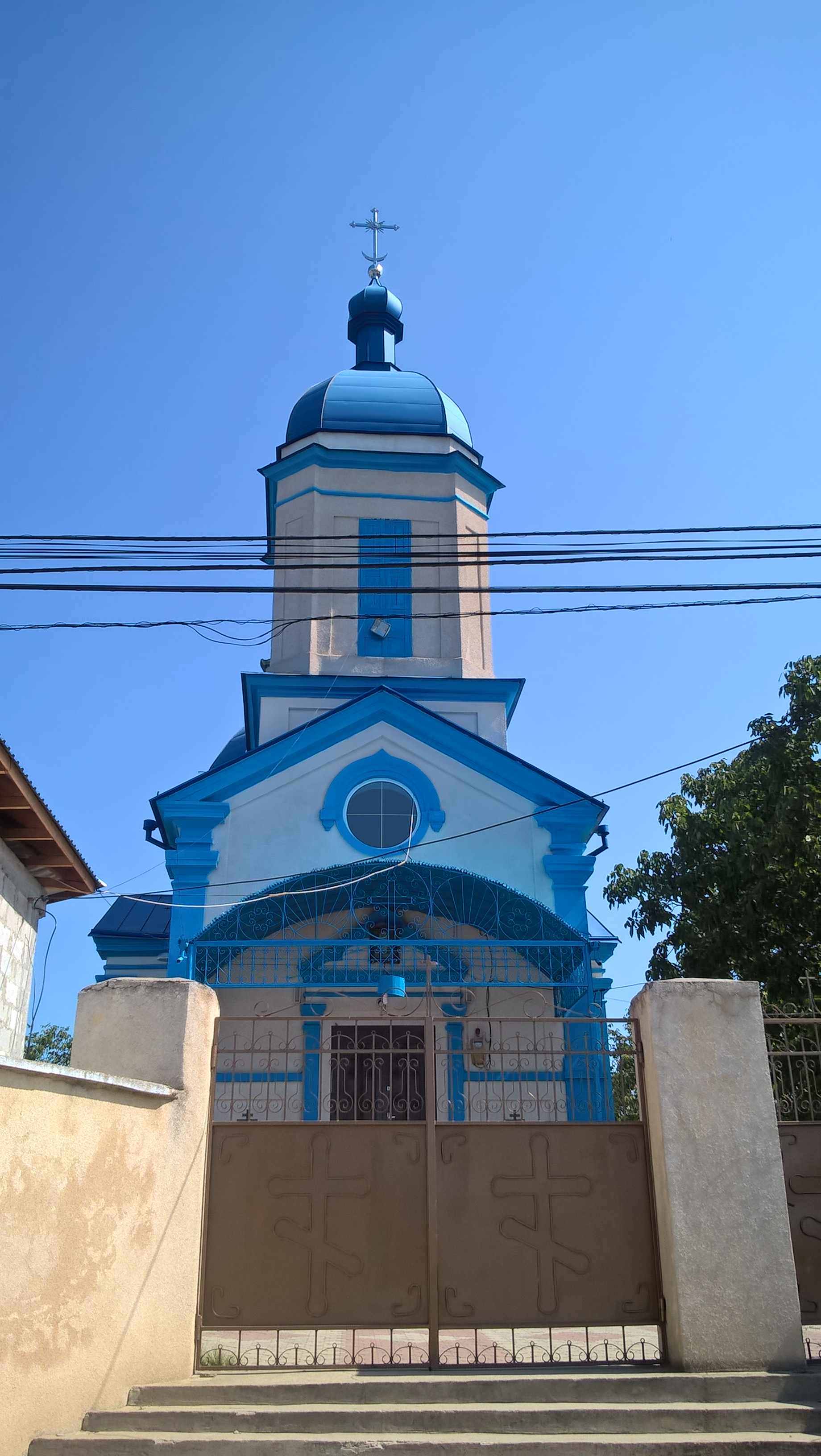
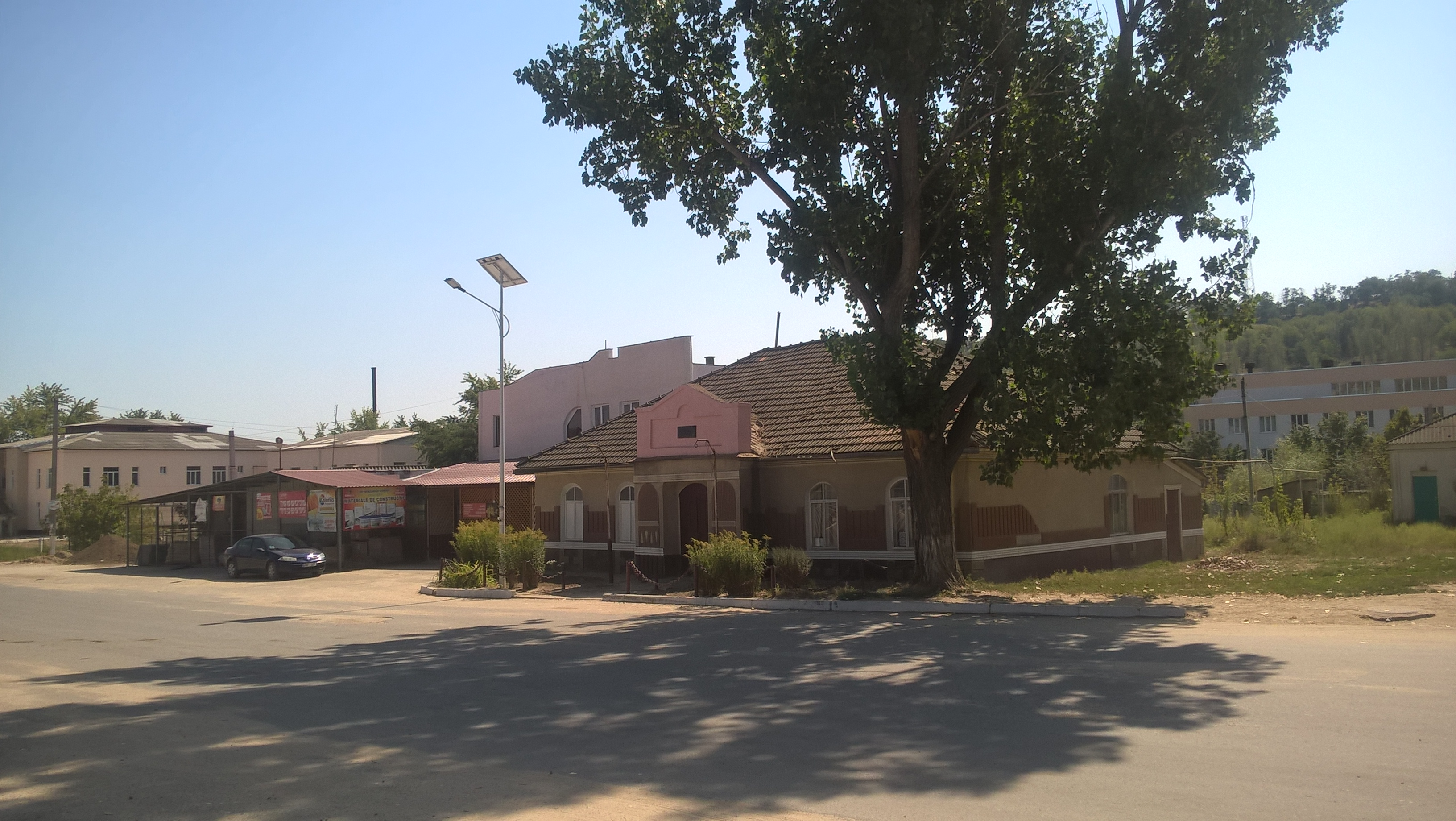
Muzeu
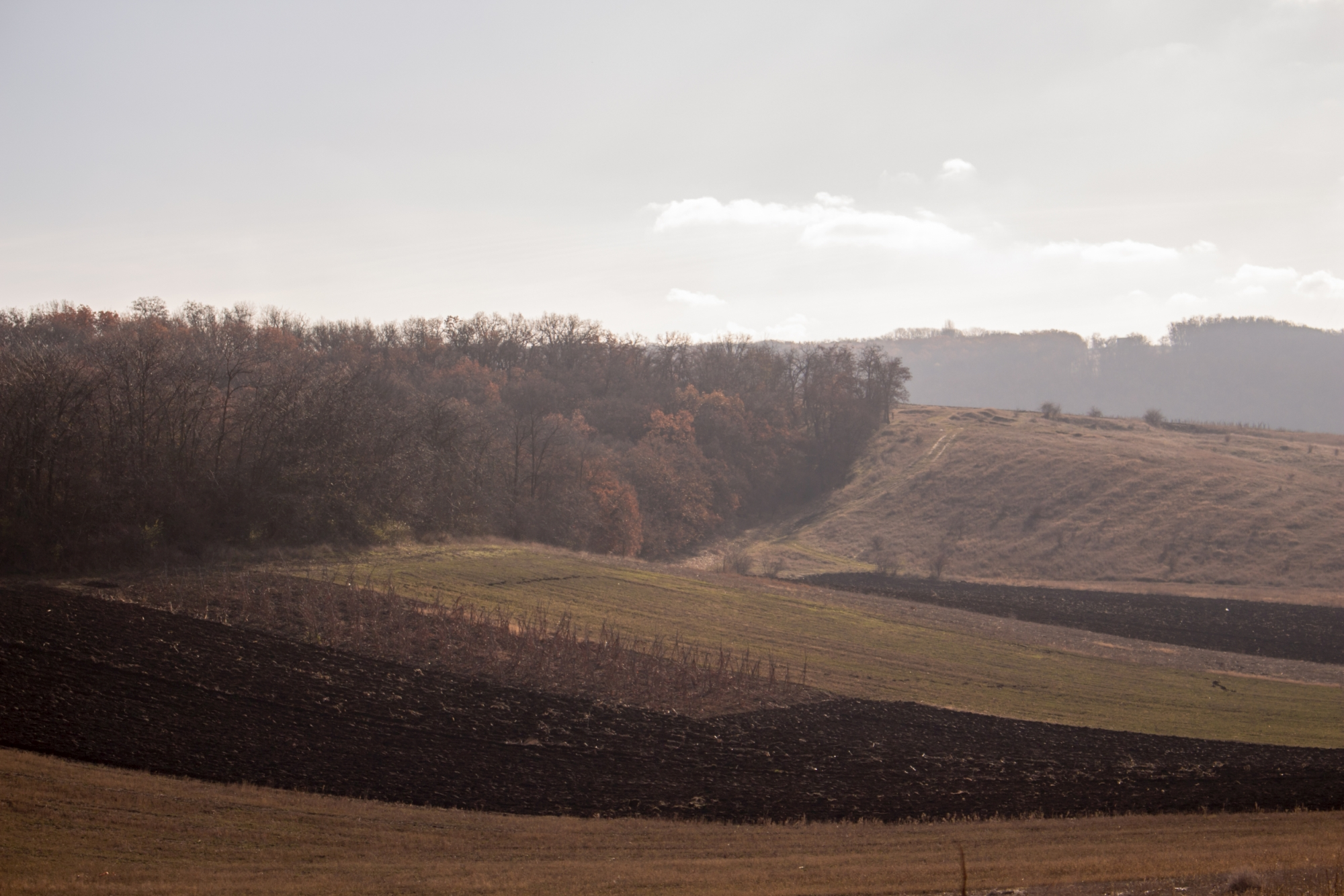
Pădurea Hîrbovăț